# ريتاما سفيروكاربا
ريتاما سفيروكاربا (الاسم العلمي: Retama sphaerocarpa) هو نوع من أنواع الشجيرات المزهرة في جنس الرتم، وموطنه الأصلي شبه الجزيرة الإيبيرية (البرتغال وإسبانيا) وشمال إفريقيا (المغرب والجزائر وتونس).